# Stazione di Torrino-Mezzocammino
La stazione di Torrino-Mezzocammino, detta anche semplicemente Mezzocammino, è una stazione ferroviaria in costruzione sulla linea ferroviaria Roma-Lido, tra le stazioni di Tor di Valle e Vitinia.